# 本巣インターチェンジ
本巣インターチェンジ（もとすインターチェンジ）は、岐阜県本巣市にある東海環状自動車道のインターチェンジである。2025年（令和7年）4月6日15時にETC専用料金所として供用開始された。

## 歴史
- 2024年（令和6年）8月5日 : IC名称が「糸貫IC（仮称）」から「本巣IC」に正式決定[4]。
- 2025年（令和7年）
  - 4月6日15時 : 山県IC - 本巣IC間の開通に伴い、ETC専用として供用開始[3]。
  - 8月30日 : 本巣IC - 大野神戸IC間 開通予定[5]。

## 周辺
- モレラ岐阜[6]
- 本巣市役所
- 道の駅富有柿の里いとぬき
- 船来山古墳群
- 樽見鉄道樽見線糸貫駅、モレラ岐阜駅

## 接続する道路
- 国道157号

## 料金所
- ブース数 : 5

標準的なレーン運用であり、メンテナンス等により実際のレーン運用とは異なる場合がある（2025年4月6日現在）。

### 入口
- ブース数 : 2
  - ETC / サポート : 1
  - ETC専用 : 1

### 出口
- ブース数 : 3
  - ETC専用 : 2
  - サポート : 1

## 隣
C3 東海環状自動車道
(13)岐阜IC - (14)本巣IC - 本巣PA（事業中） - (15)大野神戸IC

## 利用交通量
国土交通省中部地方整備局岐阜国道事務所および中日本高速道路名古屋支社から開通後の利用交通量が公表されており、2025年（令和7年）4月8日から同24日までの平均日交通量は、岐阜IC - 本巣IC間で平均2,600台/日と公表されている。